# حسین هراتی

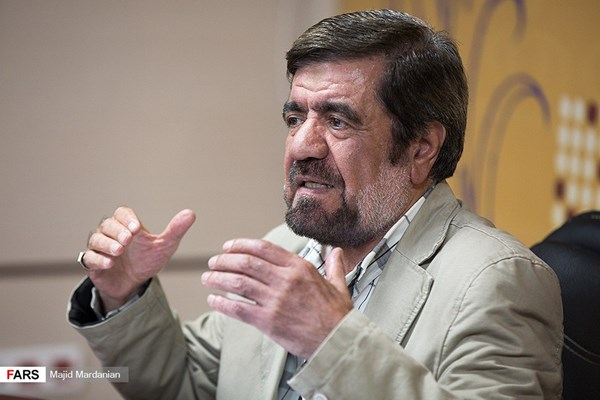
هراتی در ۱۳۹۸

حسین هراتی (زادهٔ ۱۳۲۴) نماینده حوزهٔ انتخابیهٔ سبزوار در مجالس اول، دوم و سوم شورای اسلامی بود. او در زمان انتخاب دارای مدرک فوق دیپلم انسانی بود.
حسین هراتی مدتی نیز در سمت معاون پرورشی وزارت آموزش و پرورش فعالیت کرده و در حال حاضر معاونت فرهنگی قوه قضائیه را بر عهده دارد.
از هراتی سابقه‌ای در زندانی شدن به دلیل مبارزه با دودمان پهلوی یا حضور در جبهه‌های جنگ ایران و عراق در دست نیست.
پدرش رمضانعلی نام داشت و کشاورز بود.
| دوره | آرا    | درصد آرا | مرحله |
| ---- | ------ | -------- | ----- |
| اول  | ۴۷٬۸۶۴ | ۶۶٫۲     | دوم   |
| دوم  | ۳۸٬۷۹۷ | ۶۴٫۸     | دوم   |
| سوم  | ۴۲٬۳۹۸ | ۳۴٫۷     | اول   |